# Sam Mangwana
Sam Mangwana (Leopoldville, 21 de febrer de 1945) és un músic congolès. Fou líder de les bandes Festival des Maquisards i African All Stars. Mangwana fou membre de la banda de François Luambo Makiadi TPOK Jazz, i de les bandes de Tabu Ley Rochereau, African Fiesta, African Fiesta National i Afrisa International.

## Història
Va néixer a Leopoldville (avui Kinshasa de pare originari de Zimbàbue i mare angolesa. Debutà professionalment en 1963 en la banda congolesa de rumba African Fiesta, liderada per Tabu Ley Rochereau. Mangwana va travessar el riu Congo cap a Brazzaville on va formar la banda Los Batchichas, de curta durada. Després va treballar amb Negro Band i Orchestre Tembo. He then crossed back to Kinshasa where he joined Tabu Ley, whose band was now known as African Fiesta National.
En 1967 Mangwana va formar Festival des Maquisards de la que en formaven part músics destacats com el vocalista Dalienst, el guitarrista Dizzy Mandjeku i el guitarra solista Michelino. Dos anys més tard va deixar la banda i fins 1972 va gravar duets amb el guitarrista Jean Paul Guvano Vangu.
En 1972 es va unir a la TPOK Jazz, liderada pel llegendari Franco. Mangwana sovint feia de cantant solista en composicions del guitarrista del grup Simaro Lutumba. la seva popularitat es va incrementar força en aquests anys, i de la seva col·laboració amb Simaro en sorgiren èxits com Ebale ya Zaire, Cedou i Mabele. Va deixar OK Jazz i es va unir breument a la banda reunificada de Tabu Ley, ara anomenada Afrisa. La va deixar novament i marxà a Abidjan, Costa d'Ivori, a Àfrica Occidental. En 1978 va formar alb altres músics la banda African All Stars.
Quan All Stars es va dissoldre en 1979 començà la seva carrera en solitari, gravant i fent gires amb diverses combinacions de músics. Maria Tebbo (1980) amb membres de l'All Stars, Coopération(1982) amb Franco, Canta Moçambique (1983) amb Mandjeku, i àlbums amb el saxofonista Empompo Loway sota els noms Tiers Monde Coopération i Tiers Monde Révolution, força reeixits en la dècada dels 1980.
A causa de les seves freqüents anades i vingudes, va guanyar-se el sobrenom de pigeon voyageur (colom viatger). En la dècada del 2000, Sam Mangwana va passar la major part del seu temps a Angola, sorgint periòdicament per a fer concerts a Europa.

## Bandes de les que en formà part
- African Fiesta, 1962
- Festival des Maquisards, 1968
- TPOK Jazz, 1972
- African Fiesta National
- Afrisa International
- African All Stars, 1978

## Discografia
Amb Festival des Maquisards
| - Waka Waka, 1978 - Maria Tebbo, 1979 - Georgette Eckins, 1979 - Matinda, 1979 - Affaire Disco, 1981 - Est-ce Que Tu Moyens?, 1981 - Cooperation, 1982 - Affaire Video, 1982 - N'Simba Eli, 1982 |  | - Bonne Annee, 1983 - In Nairobi, 1984 - Aladji, 1987 - For Ever, 1989 - Lukolo, 1989 - Capita General, 1990 - Megamix, juliol 1990 - Rumba Music, 1993 - No Me Digas No, 1995 - Galo Negro, 1998 |  | - Sam Mangwana Sings Dino Vangu, 2000 - Volume 1 Bilinga Linga 1968/1969, juny 2000 - Volume 2 Eyebana 1980/1984, juny 2000 - Very Best of 2001, març 2001 - Cantos de Esperanca, abril 2003 - Lubamba, 2016 |  |

Amb TPOK Jazz
- Lufua Lua Nkadi - cantada per Sam Mangwana, Michel Boyibanda, Josky Kiambukuta i Lola Checain en 1972.
- Luka Mobali Moko - cantada per Sam Mangwana, Josky Kiambukuta, Michèl Boyibanda i Lola Chécain, en 1974.

Artista convidat
- The Rough Guide to Congo Gold (2008, World Music Network)